# Đại hội Thể thao Đông Nam Á 2027
Đại hội Thể thao Đông Nam Á 2027 (tiếng Mã Lai: Sukan Asia Tenggara 2027), tên chính thức là Đại hội thể thao Đông Nam Á XXXIV, và được biết đến nhiều với cái tên Malaysia 2027, là một sự kiện thể thao sẽ được tổ chức ở Malaysia. Đây sẽ là lần thứ bảy Malaysia đăng cai tổ chức Đại hội Thể thao Đông Nam Á. Trước đây, Malaysia đã từng đăng cai Đại hội Thể thao Đông Nam Á vào các năm 1965, 1971, 1977, 1989, 2001 và 2017.

## Tổ chức

### Bầu chọn chủ nhà
Vào ngày 12 tháng 5 năm 2022, SEAGF họp tại Hà Nội và xác nhận rằng Malaysia sẽ tổ chức sự kiện này  vào năm 2027.  Với việc Brunei rút lui khỏi việc đăng cai Đại hội vào năm 2021, Malaysia được chọn làm địa điểm đăng cai Đại hội Thể thao Đông Nam Á 2027.